# 权家湾镇
权家湾镇，是中华人民共和国甘肃省定西市陇西县下辖的一个乡镇级行政单位。
2017年，甘肃省民政厅批复同意撤销权家湾乡，设立权家湾镇。

## 行政区划
权家湾镇下辖以下地区：
权家湾村、焦家湾村、桌儿岔村、袁家岔村、陈顺村、赵家岔村、田家湾村、郑家川村和王金岔村。